# International Union of Marine Insurance
Die International Union of Marine Insurance e. V., kurz IUMI, ist der weltweite Dachverband der Transportversicherer und der älteste grenzüberschreitend tätige Verband in der Versicherungsbranche.
Zweck ist die Vertretung der Interessen der Transportversicherer und -rückversicherer. Mitglieder bei IUMI sind die nationalen Transportversicherungs-Verbände oder die Transportversicherungs-Sparten der nationalen Versicherungsverbände.

## Geschichte
Mit der fortschreitenden Entwicklung des internationalen Handels stieg Mitte des 19. Jahrhunderts der Bedarf an Versicherungspolicen mit international einheitlichen Bedingungen. Um sich darüber zu verständigen, gründeten deutsche Versicherer im Januar 1874 den Vorläufer der IUMI namens „Internationaler Transport - Versicherungs - Verband“ in Berlin, aus dem im Zuge der Internationalisierung der Mitglieder die „International Union of Marine Insurance“ wurde. Da IUMI lange als deutsche Organisation betrachtet wurde, kamen die Aktivitäten während der Weltkriege weitgehend zum Erliegen, bis 1946 ein Neustart in der Schweiz erfolgte. Seitdem sind nicht mehr einzelne Versicherungen Mitglied bei IUMI, sondern deren nationale Verbände. 2012 schließlich wurde der Sitz von Zürich wieder in das Gründungsland Deutschland nach Hamburg verlegt.